# Раджаб-байрам

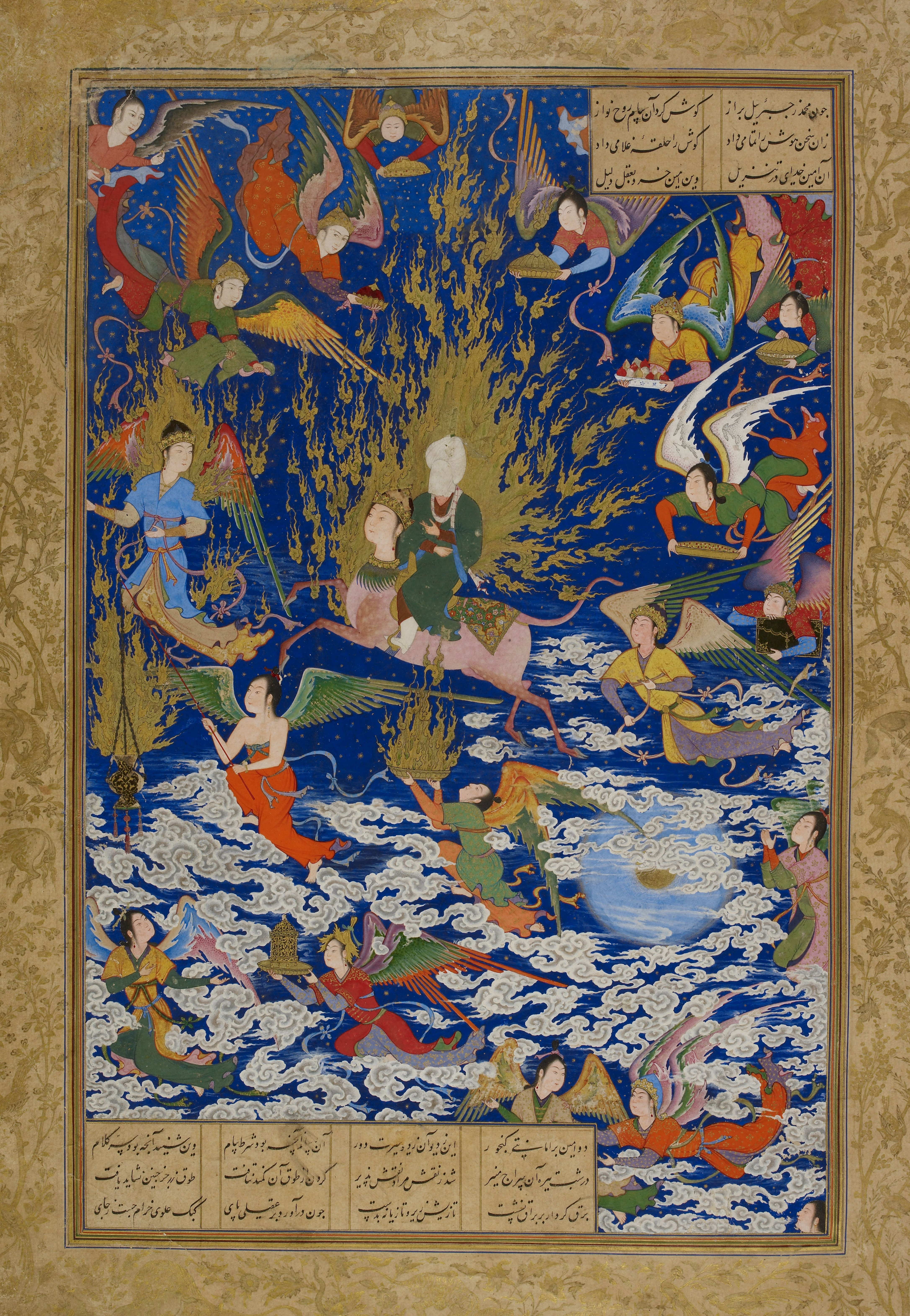
Перська мініатюра 16 ст. Пророк Мухаммед на крилатому Бураку

Свято Лейлят аль-Ісра валь-Мі'радж (араб. الإسراء والمعراج‎, (Раджаб-байрам) — ніч вознесіння пророка Мухаммеда до престолу Аллаха. 
Свято встановлене на згадку про чудову подорож Мухаммеда з Мекки до Єрусалиму і його сходження (мірадж) на небеса до престолу Аллаха. У Корані про цю подію згадується в сурі «Аль-Ісра» («Перенесений вночі»). У хадисах, присвячених цій події, мовиться, що в цю ніч архангел Джабраїл відвідав пророка Мухаммеда, що спав біля мечеті в Мецці, і призвав його зробити подорож до Єрусалиму на крилатому коні Бураку.
Спочатку Мухаммед і Джабраїл побували на горі Сіна і в Бейт-лахмі (Вифлеємі), а потім наблизилися до брам Єрусалимського храму. Мухаммед увійшов до Храму, де його чекали інші пророки, і зробив разом з ними молитву, на якій він був предстоятелем — імамом. Після молитви Джабраїл підніс Мухаммеду два келихи - один з молоком, інший з вином. Коли Мухаммед вибрав молоко, Джабраїл вигукнув: «Справді ти на правому шляху — ти і народ твій! Вино заборонене для вас» (заборона ісламу на вживання алкогольних напоїв заснована, зокрема, і на цьому епізоді).
Потім, за переказами, у супроводі Джабраїла Мухаммед зробив сходження на небо по сходах ангелів (мі'радж) і відвідав сім небес. На першому небі сам Адам відкрив Пророкові небесні брами; на другому він зустрів пророків Ях’ю і Ісу, на третьому — Юсуфа, на четвертому - Ідріса, на п'ятому — Харуна, на шостому — Мусу; на сьомому, вищому небі сиділи прабатько і патріарх всіх пророків Ібрагім, який показав Мухаммеду рай. Всі пророки вітали Мухаммеда як брата. А коли з сьомого неба Мухаммед з'явився до престолу Аллаха, то розмовляв з ним, вимовивши 99 тисяч слів.
Потім Мухаммед був повернений назад в Мекку. Розповідаючи про цю подорож, Мухаммед підкреслював, що воно відбулося миттєво: повернувшись до Мекки, він виявив, що ліжко його ще не остигнуло, а з глека, перекинутого Джабраїлом при відправленні в шлях, навіть не встигла витекти вода. Ніч Мі'раджа мусульмани проводять в пильнуванні, читають коран, моляться і переказують переказ про те, що чудовому  піднесло Пророка. В день свята всі відвідують мечеть, щоб зробити сумісну молитву і вислухати проповідь імама, присвячену цій події.